# Dissenters
Dissenter (literalmente, disentidor) es una palabra de la lengua inglesa (procedente del latín dissentire, “disentir”) que, más allá de su habitual traducción por "disidente" o, también, "discrepante" o "discordante" (la traducción literal sería "disintiente"), se utiliza específicamente para referirse al que está en desacuerdo en temas religiosos con la iglesia establecida (Established Church -establishment-), que en la historia social y religiosa de Inglaterra y Gales son los miembros de los grupos religiosos que, por diversas razones, y en distintos momentos desde el siglo XVI, se han opuesto o separado de la Iglesia de Inglaterra (la iglesia nacional de Inglaterra, anglicana).
Originalmente, el término incluía a los católicos ingleses y galeses, a los que en la Nonconformist Relief Act de 1779 se llamaba Protesting Catholic Dissenters ("disidentes católicos protestatarios"). No obstante, en la práctica, el término se restringe a los protestantes a los que se refiere la sección segunda del Act of Toleration de 1689. Estos grupos provenían generalmente de las clases medias de artesanos y pequeños comerciantes. De ser una fuerza revolucionaria en el siglo XVII fueron asumiendo el statu quo con el final de la revolución inglesa y la llegada al trono de la dinastía hanoveriana.
Los disidentes irlandeses, sin embargo, continuaron su postura original reivindicativa frente a Inglaterra.
El término dissenter no se aplica a los grupos religiosos que discrepan de la Iglesia de Escocia (la iglesia nacional de Escocia, presbiteriana).
Para referirse a los miembros de grupos religiosos que se han separado de established churches (iglesias oficiales o nacionales) fuera del Reino Unido se suele emplear el término dissidents (del latín dissidere -"alejarse"-). Los términos dissenter y dissenting, que han adquirido ciertas connotaciones, han tendido a reemplazarse, desde mediados del siglo XVIII, por nonconformist, término que inicialmente no implicaba secesión, sino únicamente la negativa a conformarse con algún punto religioso en particular (por ejemplo el uso de ciertas vestiduras religiosas, como la sobrepelliz -surplice-) que es común en la Established Church.
Más recientemente incluso, el término nonconformist ha pasado a ser reemplazado por el de free church ("iglesia libre"). Todas las denominaciones (dissenter, dissident, nonconformist y free churchman) continúan en uso, aunque con distintos matices, siendo nonconformist el que se considera más neutral.